# Brestik
Brestik is een plaats in de gemeente Glina in de Kroatische provincie Sisak-Moslavina. De plaats telt 102 inwoners (2001).